# Santuario dell'Asino selvatico
Il santuario dell'Asino selvatico (in inglese Wild Ass Sanctuary), noto anche come riserva naturale di Dhrangadhra, è un'area protetta situata nel Piccolo Rann di Kutch, nell'India nord-occidentale. Copre quasi 5000 chilometri quadrati dello stato del Gujarat e si trova vicino alla città di Dhrangadhra. Nel 2006 è stato inserito tra i siti candidati a patrimonio dell'umanità dell'UNESCO.

## Fauna
La riserva ospita l'ultima popolazione dell'asino selvatico indiano o khur (Equus hemionus khur). Inoltre, vivono qui anche antilopi nilgau, antilopi cervicapra, gazzelle indiane, lupi indiani, sciacalli dorati, caracal e iene striate.